# Damó (poeta)
Damó (Damon, Δάμων) fou un músic, poeta i sofista atenenc deixeble de Lampre d'Atenes (Lamprus) i Agàtocles, i mestre de Pèricles, amb el que va viure en amistat intima. Va influir als afers polítics d'Atenes. Ja gran fou desterrat d'Atenes, però es desconeix degut a quin esdeveniment polític.

## Vida
Era fill de Damonides i va viure al segle V dC. Pertanyia al districte o (δῆμος) d'Oē (de vegades escrit "Oa"). Va ser mestre i després conseller de Pèricles. es diu que va ser per consell de Damó que Pèricles va establir com a norma el pagament dels membres del jurat pel seu servei. Aquesta mesura va ser molt criticada i potser fos un dels motius pels que Damó va ser condemnat a l'ostracisme probablement en el darrer terç del segle v.

## Músic
Es creu que era un expert musicòleg.
Plató esmenta a Damó diverses vegades a la seva obra La República com un entès en música a qui adreçar-se per a fer consultes sobre educació musical. En una altra obra, Laques, es diu que Damó havia estat alumne de Pròdic de Queosi d'Agatocles. El primer era un sofista desvergonyit, mentre que de l'altre se'n diu al Diàleg de Protàgores que havia fet servir els seus coneixements de música per millorar els seus discursos (La música pot ajudar a transmetre emocions, donar un cop d'efecte en un punt donat del discurs oral, etc.) i així destacar com a sofista.
Alguns estudis de Damó es van centrar harmoniai, classificant i descrivint les diferents harmonies. Alguns autors el fan creador de les categories hiper i hipo (com en l'escala Hipofrígia).

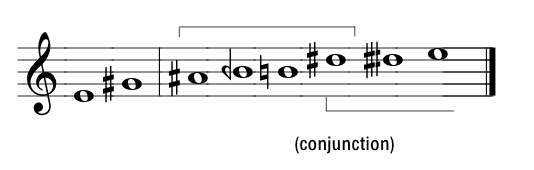
Escala en Re segons el sistema Hipofrígi dels antics grecs (la barra marca el començament d'un tetra acord harmònic unit a un segon tetra acord)

El nom Hipofrígia té el seu origen en un tipus d'octaves (εἶδος τοῦ διὰ πασῶν, o també σχῆμα τοῦ διὰ πασῶν) que és una seqüència d'intervals (ditons, interval de tercera menor, tons complets, semitons de diverses mides, o quarts de to) formant una octava completa El concepte va tornar a estar de moda en la música medieval i durant el Renaixement.

## Poesia i Ètica
El mateix va fer amb la mètrica en poesia. Més enllà d'aquest aspecte tècnic, el seu treball es va centrar en les conseqüències socials i polítiques de la música a través del que va anomenar Teoria ètica. Va ser el primer a estudiar els efectes dels diferents tipus de música sobre l'estat d'ànim de les persones. Segons Robert Wallace Pericles es va interessar per aquest estudi, que aquest polític hauria encaminat cap a un ús per a controlar la gent. Per a Wallace aquest també hauria estat motiu per a la condemna a l'ostracisme de Damó.

## Damonides
Als textes aristotèlics conservats a l'Athenaion Poleteia s'esmenta Damonides com un conseller de Pèricles. Aquesta menció de "Damonides" es considera avui dia una errada d'escriptura i que en realitat es referia a "Damó". Aquesta teoria està recolzada per algunes inscripcions trobades en òstracon que diuen "Damó fill de Damonides".